# Codi Internacional de Nomenclatura de Procariotes
El Codi Internacional de Nomenclatura de Procariotes (ICNP, de l'anglès International Code of Nomenclature of Prokaryotes), abans Codi Internacional de Nomenclatura de Bacteris (ICNB) és el sistema de nomenclatura que regeix el nom científic per als organismes procariotes, és a dir, els bacteris i els arqueus. Aquest codi el publica per part del Comitè Internacional de Sistemàtica de Procariotes (ICSP).
Originàriament el Codi Internacional de Nomenclatura Botànica incloïa els Bacteris, perquè en els principis de la microbiologia, els bacteris s'havien considerat fongs i eren anomenats esquizomicets, fins que l'any 1975, en el Congrés Internacional de Botànica, es va decidir eliminar-les d'aquest codi. L'1 de gener de 1980 marca l'inici de la nova nomenclatura.
En els procariotes, el tipus nomenclatural no és un organisme mort com en el cas d'animals i plantes, sinó una soca de bacteris cultivada viva, en general congelada, i disponible com a mínim en dues col·leccions diferents. La llista de tàxons dels bacteris, a diferència del que ocorre en les plantes i el que ocorria en animals fins al Zoobank, s'inclouen en una llista, la Approved List of Bacterial Names (Llista aprovada de noms de bacteris), que es publica en única revista, actualment amb el títol International Journal of Systematic and Evolutionary Microbiology (IJSEM).
La classificació més acceptada és l'elaborada per l'oficina editorial del Bergey's Manual of Systematic Bacteriology (Manual de Bacteriologia Sistemàtica de Bergey) com a pas preliminar per organitzar el contingut de la publicació. Aquesta classificació, coneguda com The Taxonomic Outline of Bacteria and Archaea (TOBA), està disponible a Internet.